# Mode démo
Le mode démo abréviation de mode démonstration (demo mode en anglais) est habituellement un programme vidéo visionné sur un appareil électronique ou un écran vidéo.

## Description
Le mode démo est une vidéo présentant un produit, un jeu ou un service. Il est souvent consulté en appuyant sur une combinaison de touches mais il peut être également diffusé en boucle, sans interaction du spectateur pour le lancer. Les modes démo sont généralement visibles dans les rayons des magasins, vantant les qualités d'un produit. On peut également les retrouver dans certaines entreprises pour présenter les services ou les produits,.
Le but d'un mode démonstration est double :
- Il présente les caractéristiques du produit en question ;
- Il attire l'attention du consommateur avec un spectacle de lumières flashy, un son divertissement, ou les deux.

L'idée centrale derrière un mode de démonstration est la publicité en magasin.
Par amalgame, le mode attractif des jeux vidéo d'arcade sont souvent appelés mode démo.